# 全国有望新人発掘合宿
全国有望新人発掘合宿（ぜんこくゆうぼうしんじんはっくつがっしゅく）とは、日本スケート連盟が主催する、フィギュアスケートの有望新人を発掘するため毎年夏に長野県南牧村の野辺山高原で開かれる合宿を指す。通称「野辺山合宿」。1992年から行われ、この合宿の1期生であった本田武史や荒川静香以降、日本でトップクラスとして認知されている選手のほぼ全てが、この合宿を経験している。

## 概要
1991年6月にバーミンガムで行われた国際オリンピック委員会総会にて1998年の長野オリンピック開催が決定した。これを受けて長野オリンピックを見据え「第二の伊藤みどりを育てよう」のスローガンのもとに計画され、1992年夏より6年後の長野オリンピックへ向けて選手強化を行うことを目的にフィギュア強化部長の城田憲子の主導の元でスタートした。長野県南牧村の野辺山高原で行われたため、野辺山合宿と呼ばれる。
この合宿には、日本全国から8歳から12歳までの有望小学生スケーターが集められた。当初の目的はあくまでも6年後の長野オリンピックへ向けてのジュニア選手からの選手強化および育成であったが、一期生の荒川静香が長野オリンピックに出場したことから、長野オリンピック以後は将来の金メダリストを育てることを目的とし合宿は継続された。
集められた100人近い小学校3年生から中学1年生までのスケーターは、5分間走（持久力）・50m走（瞬発力）・垂直跳（パワー）・握力と背筋力・反復横跳（敏捷性）・立位体前屈（柔軟性）等の体力測定、そして、個々のジャンプやスピン、ステップ等のスケートのテストを受け、潜在能力や柔軟性、表現力などを総合的に見て将来性をはかられる。数日間の合宿の結果を見て、合宿終了後に各クラスで数名がシード選手として選出され、全日本ノービス選手権へのシード権が与えられる。また、海外での試合に場慣れし、観客や審判員の前に立つことの重圧に打ち勝てるようになるために、小学生でも海外の国際大会に派遣して、経験を積ませている。

## 実績
長野オリンピック出場13位・トリノオリンピック金メダリストの荒川静香、ソルトレイクシティオリンピック4位の本田武史はこの合宿の1期生である。トリノオリンピック出場・2007年世界フィギュアスケート選手権優勝の安藤美姫、2008年世界フィギュアスケート選手権優勝の浅田真央、バンクーバーオリンピック銅メダリスト髙橋大輔、ソチオリンピック・平昌オリンピックの２大会連続の金メダリストの羽生結弦（五輪２連覇）、その他にも小塚崇彦、武田奈也を始め、現役選手では2018/2019 ISUグランプリファイナル優勝の紀平梨花もこの合宿の経験者である。
この合宿が始まって以降、国際試合で活躍できる日本選手が増えたことを指して特に日本女子の選手層の厚さは外国競技関係者から「パワーハウス（驚異的な集団）」と呼び恐れられるまでになった。